# George Bassett Clark

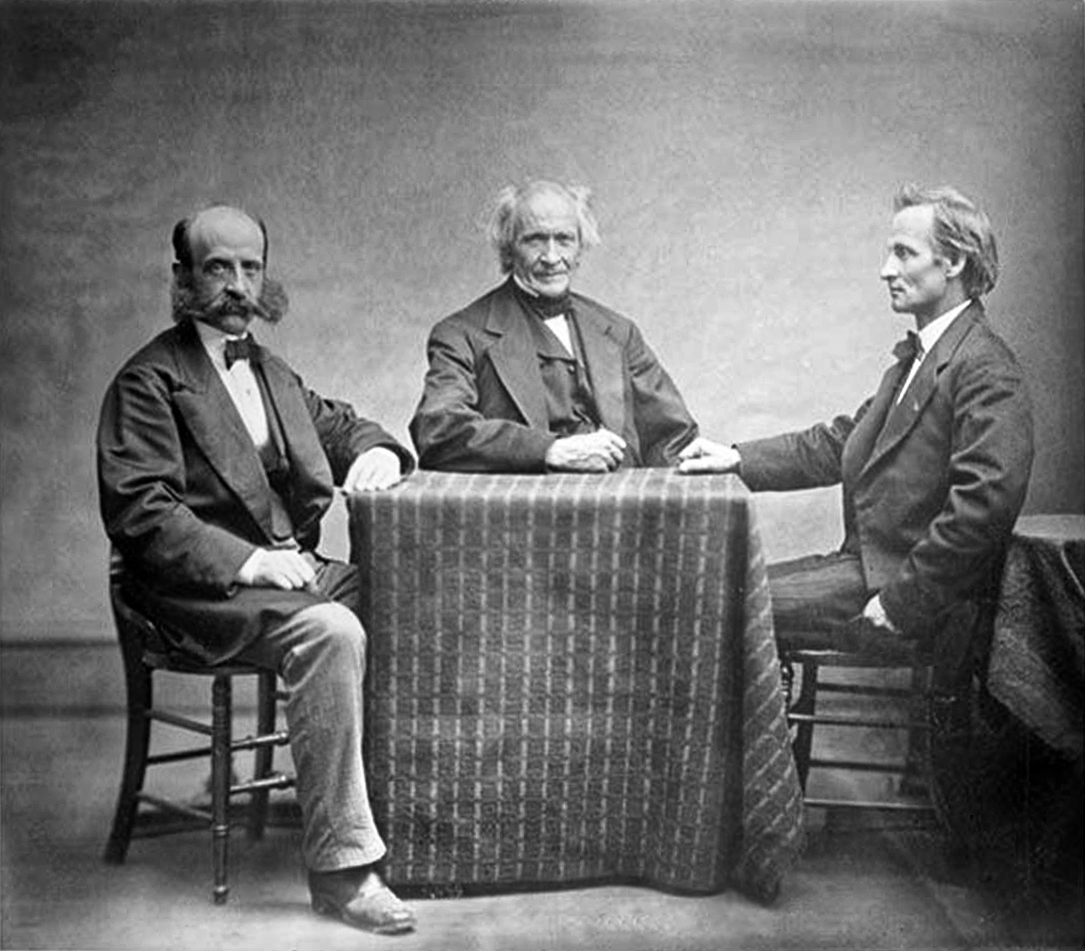
Alvan Graham Clark, Alvan Clark und George Bassett Clark

George Bassett Clark (* 14. Februar 1827 in Lowell, Massachusetts; †  20. Dezember 1891 in Cambridge, Massachusetts) war ein US-amerikanischer Astronom und Teleskopbauer.
Er war der Sohn und Teilhaber von Alvan Clark und der Bruder von Alvan Graham Clark. Die Familie betrieb im 19. Jahrhundert das Unternehmen Alvan Clark & Sons zum Bau von Refraktionsteleskopen. Sie stellte mehrere der Rekord-Teleskope her, die in Cambridge, Massachusetts, verwendet wurden, einschließlich des größten Refraktionsteleskops seiner Zeit am Yerkes Observatory.
1878 wurde George Bassett Clark in die American Academy of Arts and Sciences gewählt.